# San Basilio (Novara di Sicilia)
 San Basilio è una frazione del comune di Novara di Sicilia della città metropolitana di Messina in Sicilia.

## Geografia
San Basilio è situata a un’altitudine di circa 620–700 m s.l.m., all’interno di una valle boscosa sulle propaggini settentrionali dei Monti Peloritani .
Il borgo conta circa 230–317 abitanti e si trova tra contrade come Vallancazza, adiacente al centro di Novara di Sicilia .

## Storia
L’origine del borgo risale all’età antica con insediamenti di profughi greci da Naxos dopo il 403 a.C., inducenti alla formazione di una contrada chiamata “Greco” .
In età bizantina, i monaci basiliani si stabilirono sul territorio per circa 400 anni .
Nel XII secolo, Ruggero II affidò ai cistercensi il feudo di San Basilio e fu fondato un primitivo monastero.
Nel XX secolo, il territorio fu segnato da forti divisioni politiche e migrazioni, soprattutto verso la Svizzera, con contrasti tra popolazione e autorità ecclesiastiche locali .

## Monumenti e luoghi d’interesse
Riparo mesolitico di Sperlinga: stazione preistorica unica in Sicilia, scavata nel 1951 con reperti dall’Olocene al Rame .
Resti del monastero cistercense di Santa Maria, integrati nell’antico complesso termale romano .
Cappelle rurali: tra cui la Cappelletta del SS. Salvatore lungo l’antica Via Crucis, altre dedicate a Santa Barbara e sant'Ugo abate .

## Società
Popolazione residente stimata tra 230 e 317 abitanti, distribuiti in famiglie legate al territorio .
Comunità caratterizzata da dialetto gallo‑italico, testimonianza della lunga presenza storico-linguistica .

## Cultura
Lingua gallo‑italica ancora parlata quotidianamente, espressione di un’identità autoctona radicata .
La Festa di San Basilio Magno si celebra il 24 luglio con devozione e simbolismi culturali locali .

## Economia
Economia prevalentemente agricola e rurale, con tendenze artigianali e agro-alimentari collegate all’eco-turismo locale.
Crescente interesse verso la valorizzazione del patrimonio archeologico e naturalistico del territorio .

## Infrastrutture e trasporti
San Basilio è raggiungibile tramite la Strada Provinciale SP96 che collega il borgo a Novara di Sicilia.
La più vicina ferroviaria è Novara–Montalbano–Furnari sulla linea Palermo–Messina, mentre il servizio autobus extraurbano collega Novara a vari centri limitrofi .